# 豊川鉄道
豊川鉄道株式会社（とよかわてつどう）は、現在の東海旅客鉄道（JR東海）飯田線の前身となる鉄道路線を運営していた鉄道会社。愛知県豊橋市に本社があり、末期は名古屋鉄道の傘下にあった。
吉田駅（現・豊橋駅）から長篠駅（現・大海駅）までの区間および豊川駅から西豊川駅までの支線を運営し、吉田駅から平井信号所までは愛知電気鉄道（後の名古屋鉄道）と線路を共用していた。小坂井駅から愛知電気鉄道の直通電車が運転された関係（名鉄小坂井支線を参照）で豊川駅まで複線化され、豊川駅を改築して階上に売店・映画館を設けたり、長山駅前に長山遊園地を作って集客に努め、乗車実績も飯田線の前身企業では最も良かったが、1943年（昭和18年）に路線が国鉄に戦時買収され、翌年には会社自体も名古屋鉄道へ合併された。

## 歴史

### 創業期
1893年（明治26年）6月5日、愛知県渥美郡豊橋町（現・豊橋市）の加治千萬人（豊橋銀行専務）ほか16名（再申時21名）は、資本金5万円の豊川鉄道株式会社の設立を発起し、宝飯郡下地町（現・豊橋市）より牛久保町（現・豊川市）を経て豊川町（同上）に至る、豊川稲荷の参詣客輸送を目的とした全長約4マイル（約6.4km）の鉄道敷設を請願した。官設鉄道（東海道線）豊橋駅とは豊川を挟んで対岸にあたる下地を起点としたのは、豊川への架橋を避けて建設費用をおさえたかったためである。軌間を2フィート6インチ (762mm) としたのも、わずか4マイルの鉄道では官設鉄道と接続する必要はないため、としていた。
ところが競願者の御油鉄道が現れたため、対抗上豊川町より南設楽郡新城町（現・新城市）までの約8マイルの延長と、豊川町より国府町（豊川市）へ至る支線も追加し、前回の回答を待たずに30日に追願書を提出した。これらは1894年（明治27年）1月に開かれた第3回鉄道会議により審議されたが、この2社以外に東参鉄道（東三鉄道）が申請されており会議は紛糾。結局豊川鉄道、御油鉄道共々却下されてしまった。4月になると東参鉄道は他の勢力と合同し再申請した。内容は官設鉄道豊橋駅より新城を経由して南設楽郡海老村（鳳来町を経て現・新城市）に至る路線で軌間を3フィート6インチ (1067mm) としていた。この計画は豊川鉄道と路線が一部重複しているため、豊川鉄道は抗議し先願権を主張して陳情を繰り返した。6月の第4回鉄道会議において豊川鉄道と東参鉄道は審議にかけられたが前回同様紛糾した。結局豊川鉄道の先願権が認められたが「軌間を1067mmとすること」「新城より南設楽郡信楽村大字大海（現・新城市）までの約4マイルを延長すること」などの条件を提示された。これにより資本金を40万円とし、軌間を1067mmとし、路線を下地町より豊川、新城を経て大海に至る約17マイル（約27.4km）とする訂正願書を8月20日提出した。こうして12月5日に仮免状が豊川鉄道に下付され東参鉄道は却下となった。
やがて1896年（明治29年）1月24日に免許状が下付され、2月1日会社を資本金40万円で設立。社長に横山孫一郎（帝国ホテル取締役）、専務に西川由次が就任し、本社を豊橋町に定めた。また起点を豊橋駅に接続すべく渥美郡花田村（現・豊橋市）に変更（5月に認可）したが、豊川の架橋費が10万円だったので結局資本金は当初の5万円から50万円となった。そして工事は12月より開始され、ほとんど平坦でトンネルもなかったので1897年（明治30年）7月15日より豊橋 - 豊川間が開通したのをはじめ同月22日一ノ宮まで、1898年（明治31年）4月25日には新城まで順次開業し、大海（長篠）まで全通したのは1900年（明治33年）9月23日であった。
こうして開業した豊川鉄道であったが経営は非常に不安定であった。その一つが豊川鉄道株買占め事件である。1900年6月頃から岐阜県多治見の西浦仁三郎が仲買人松谷元三郎、横山源太郎らを使い豊川鉄道株の買占めを始め、やがて50円払込の株価は63円と高騰した。有力な仲買人は実勢を無視した株価に警戒感をいだき、東京株式取引所も注視するところとなっていた。この買占めにより株主は188名から55名の1/4に減少し、また豊川鉄道役員も高値につられ株を手放す者が続出し会社を離れる者さえいた。結局この仕手戦は西浦らの失敗に終わり、豊川鉄道の買占め騒動は終焉した。だが西浦に融資していたのが帝国商業銀行、浪速銀行、東京海上などで、買占められた株式は各金融機関へ代物弁済されたとみられる。
もうひとつは巨額の借入金を抱えていたことである。前述のように資本金は50万円であったが建設費は全通時の明治34年度には103万円となっていた。この不足分は借入金に依存し、1897年（明治30年）3月に9万円の借入金を行ったが年々増加し明治33年度には借入金総額は49万9千円となっていた。1901年（明治34年）4月に3万円の約束手形が弁済できず帝国商業銀行より運輸収入の差押を受けたとき、豊橋銀行、浪速銀行、帝国商業銀行、第一銀行、第三銀行、横浜正金銀行、愛知銀行、日本貿易銀行などの各銀行から総額100万円の借入金があった。そして浪速銀行、帝国商業銀行、二十二銀行、露清銀行から破産申請や差押を相次いでおこされた。資金繰りに窮した豊川鉄道は同年5月に総額30万円の社債を発行しようとした。利率は12%と高利であったが信用の失墜した豊川鉄道に応募する者はなく、翌年3月13日付で社債発行を断念し、負債総額に相当する100万円優先株の発行を認可された。同年6月に社長の横山孫一郎をはじめ全役員が辞任し、かわって社長に百三十銀行頭取松本重太郎、取締役支配人に村野山人、取締役には浪速銀行常務山中隣之助、東京海上会長末延道成、監査役に帝国商業銀行会長馬越恭平が就任した。1904年（明治37年）6月には松本の辞任により末延が取締役会長となった。

### 中興の祖・倉田藤四郎
1910年（明治43年）上期の決算時に不正が発覚した。経理部長が相場に手を出し32,000円を使い込みしたもので、親戚である支配人の西川に自白した後に豊川に投身自殺した。このため西川は私財を処分して損害を補償した後支配人を辞任した。末延は以前北越鉄道取締役であったが、そのときの部下の倉田藤四郎を1910年10月に支配人に迎えた。豊川鉄道の経営をまかされた倉田は1911年（明治44年）、1913年（大正2年）にそれぞれ20万円の減資を断行し、不良債権の整理を始めた。また荷札の針金一本無駄にしないなど節約を推進した。ホームで鶏の飼育もおこなわれた。ただ従業員の賃金も抑制したため1919年（大正8年）にストライキが発生してしまった。これに対し倉田は年功に応じ株式を分配しこれをおさめた。こうした努力により経営は徐々に上向くようになり株式配当も復活するようになり、大正8年下期には2割4分という高配当を実現させた。
1917年（大正6年）に専務取締役に就任していた倉田はさらに業務拡大をはかり、1920年（大正9年）5月に120万円増資し資本金230万円とした。これは長篠 - 三河川合間の鉄道敷設の計画に対応したもので、1921年（大正10年）5月9日に免許が下付され、同年9月1日に鳳来寺鉄道株式会社が豊川鉄道本社内に設立された。資本金130万円のうち30万円を豊川鉄道が負担し、社長は元大野町長で大野銀行頭取、豊川鉄道監査役の大橋正太郎、常務は倉田（1930年に社長就任）が就任した。
1923年（大正12年）2月、鳳来寺鉄道は開通し、吉田（旧・豊橋） - 三河川合間の直通運転を開始した。鳳来寺山や鳳来峡の観光地に期待し、鳳来寺鉄道湯谷駅にホテルを建設し温泉設備を併設し、電車の往復割引や温泉の無料開放を行うなど集客に力をいれた。これにより団体旅行の申込が定員を超えるなど、豊川鉄道の目論みはあたった。この豊川・鳳来寺両鉄道は1925年（大正14年）7月全線電化し、大幅に旅客数を増加させた。
続いて1927年（昭和2年）11月に田口鉄道が設立され、1928年（昭和3年）12月に三信鉄道が設立された。田口鉄道は資本金300万円のうち豊川鉄道75万円、鳳来寺鉄道20万円を負担し、社長には倉田が就任した。なお筆頭株主は宮内省で125万円を負担していた。三信鉄道は路線の長さと厳しい地形により巨額の建設資金を必要とし資本金は1000万円となった。出資者は豊川鉄道・鳳来寺鉄道のほか長野県の鉄道事業者伊那電気鉄道、電力会社の天竜川電力・東邦電力などであり、うち豊川鉄道は150万円、鳳来寺鉄道は50万円を出資し、取締役社長に末延、常務取締役に倉田が就任した。ただ倉田は三信鉄道の開業をみずに豊川鉄道を去ることになる。
こうした拡大策を続けてきた豊川鉄道であるが1930年（昭和5年）の下期に大幅な減収をみることになる。繭糸木材価格は暴落し、不況の影響により旅客は大幅に減少した。これに対し落込んだ旅客の回復に長山駅前に1931年（昭和6年）7月に長山遊園地を開設する。ここで様々な催事を企画した。ほかにもお座敷列車・特別急行などの臨時列車を運行し、往復割引切符を発売して集客に努めた。ただ旅客数の減少に歯止めがみられたものの、収益にもどることはなかった。
そんなとき1934年（昭和9年）4月三信鉄道の株式払込金にあてるための社債120万円の発行に関して独断専行として倉田は東京の大株主により問題視された。1932年（昭和7年）に末延が死去し、さらに後任の会長になった馬越も1933年（昭和8年）に死去して後ろ盾を失っていた倉田はその責任を取り辞任することになった。1935年（昭和10年）4月の株主総会で役員の構成もかわった。

#### 愛知電気鉄道の豊橋進出問題
愛知電気鉄道は1926年（大正15年）4月1日に東岡崎 - 小坂井間を開通させ神宮前 - 小坂井 - 豊川間の直通運転を開始し、さらに1927年（昭和2年）6月1日に伊奈 - 吉田（豊橋）間を開通させて豊橋への乗り入れを実現したのであるが、この路線の選定に同社は苦慮した。
それは自前で線路を敷設するには豊川に架橋しなければならず多額の建設費と長い工期が必要になるため、豊川鉄道に提携する方向で交渉しようとしたのだが、豊川鉄道にとって愛知電気鉄道の豊橋乗り入れは打撃をあたえかねず受け入れがたいものであった。しかし粘り強い交渉の結果豊川鉄道の倉田専務と愛知電気鉄道の藍川清成社長との会談において急転直下解決したのである。この経緯について『名古屋鉄道百年史』は以下のように記述している。
倉田専務はなかなか交渉の場に立とうとしなかったため、愛知電気鉄道は御油から豊川に直進するルートをうちだした。これは陽動作戦であって倉田も理解していたが、しかし豊橋市当局や財界では豊橋を経由しないルートの案に動揺し、危機感をつのらせ、関係者が再三協議した結果、遂に豊川鉄道は妥協し小坂井 - 豊川間の乗り入れを認めるとともに伊奈 - 吉田（豊橋）間に愛知電鉄が線路を増設して豊川鉄道と共用することになった。

### 名鉄グループ加入と国有化
倉田なき後は社内の混乱が続いた。役員から倉田派が一掃され大株主の東京派に占められるようになると社内は不穏な状態になっていた。後任専務となった鉄道省の官僚であった瓜生卓爾はめったに出社することもなく、実際の業務は同じ官僚出身の奈良原吉之助の手で行われた。そして社内の倉田色を一掃せんとはかり、1935年8月新体制に迎合していた水田吉田駅長を運輸課長に抜擢し、さらに役員の報酬をあげたので、従業員達は水田の交替と待遇改善を求め、サボタージュを開始した。この交渉は難航しストライキ寸前までいった。ところが水田吉田駅長が横領の容疑で豊橋署に召喚されたことにより事態は急転した。9月の労使交渉は警察の立ち会いのもとでおこなわれた。その結果瓜生専務は水田吉田駅長の解職と従業員の昇給および組合活動を認め、組合側の勝利に終わった。
だが騒動はおさまらなかった。11月組合の幹部たちが休職させられたことに端を発し、サボタージュがはじまった。これに対し会社側は全員の解雇を通告した。従業員は反発し事実上のストライキとなった。再度警察が介入し労使交渉の結果、休職と解雇の撤回となりおさまった。しかし1937年（昭和12年）にも再発し、役員対従業員の対立ばかりでなく役員対株主の対立も引き起こし瓜生専務の解任を要求されるなどごたごたが続いていた。こうした事態に嫌気のさした東京海上はついに経営から手を引くことを決め、1938年（昭和13年）4月名古屋鉄道に株式を譲渡することになった。この結果豊川鉄道は鳳来寺、田口両鉄道とともに12月5日に名鉄グループに入り、藍川清成が社長に就任することとなったのである。
1937年8月に三信鉄道の大嵐 - 小和田間が開通し、東海道本線豊橋駅と中央本線辰野駅は豊川鉄道・鳳来寺鉄道・三信鉄道・伊那電気鉄道の4鉄道により結ばれることになった。ただ運賃の高さがネックであった。まもなく地元からこれら四鉄道の国有化の運動がはじまる。まず1939年（昭和14年）4月に飯田市長を会長とする「四鉄道国営促進下伊那促進期成同盟会」が結成され10月には鉄道省に陳情をおこなった。続いて1940年（昭和15年）4月に「四鉄道国営促進上伊那促進期成同盟会」が、10月に「信遠三国鉄移管期成同盟会」が結成され盛んに運動がおこなわれた。そのかいあって第74・75回帝国議会で4鉄道の買収の建議案が可決されたが、多額の公債発行が必要とされるため鉄道省は難色を示し先送りされてしまった。
しかし1942年（昭和17年）12月の第25回鉄道会議において4鉄道買収案は可決され、同月の第81回帝国議会の協賛を得たのち、1943年（昭和18年）3月6日に交付された第81回帝国議会法律第24号（12鉄道買収公債に関する法律）により8月1日豊川鉄道・鳳来寺鉄道・三信鉄道・伊那電気鉄道の路線が飯田線として国有鉄道に移管され、遅れて兼営のバス事業も豊橋乗合自動車に譲渡した。こうして事実上交通事業を閉業した豊川鉄道株式会社は1944年（昭和19年）3月1日、名古屋鉄道に合併されて法人として消滅した。

### 年表
- 1893年（明治26年）6月5日 : 下地町 - 豊川町を軽便鉄道（軌間762mm）で請願。
- 1896年（明治29年）
  - 1月24日 : 下地町（下地）- 信楽村（大海）間免許（軌間1067mm）[24][25]。
  - 2月1日 : 豊川鉄道株式会社設立[1]
  - 5月9日 : 起点を下地町から花田村に変更。
- 1897年（明治30年）
  - 7月15日 : 豊橋（後の吉田） - 豊川間開業[26][27]。
  - 7月22日 : 豊川 - 一ノ宮間開業[28][27]。
  - 8月27日 : 豊川 - 御油間4.7マイルの仮免状が下付される[29]（明治33年度返納[30]）。
- 1898年（明治31年）4月25日 : 一ノ宮 - 新城間開業[31]。
  - 1900年（明治33年）
  - 9月23日 : 新城 - 大海（後の長篠）間開業[32]。
  - 11月7日 : 船町支線（貨物支線）開業[1]。
- 1911年（明治44年）2月16日 : 私設鉄道法による鉄道線を軽便鉄道に指定[33]。
- 1914年（大正3年）7月7日 : 豊川町 - 宝飯郡御津間免許[34]（1918年7月20日失効[35]）。
- 1925年（大正14年）7月28日 : 吉田 - 長篠間、鳳来寺鉄道（長篠 - 三河川合）電化、吉田 - 三河川合間に電車運転開始[1]。
- 1926年（大正15年）4月2日 : 小坂井 - 豊川間複線化、4月1日より愛知電気鉄道が小坂井 - 豊川に乗り入れ。
- 1927年（昭和2年）
  - 6月1日 : 吉田 - 平井信号場に愛知電気鉄道の上り線を敷設、豊川鉄道線を下り線として共用。愛知電気鉄道が吉田駅に乗り入れ。
  - 12月1日 : 自動車運輸営業兼営認可。
- 1928年（昭和3年）4月5日 : 豊橋 - 豊川間で乗合自動車（路線バス）運輸営業開始。
- 1929年（昭和4年）10月5日 : 小坂井 - 前芝間乗合自動車運輸営業開始。
- 1934年（昭和9年） : 豊川 - 長山間乗合自動車運輸営業開始[36]。
- 1935年（昭和10年） : 長山 - 新城間乗合自動車運輸営業開始。
- 1938年（昭和13年）12月5日 : 名古屋鉄道グループに加入。
- 1939年（昭和14年）9月25日 : 鉄道免許状下付（宝飯郡豊川町地内）[37]
- 1942年（昭和17年）5月12日 : 豊川 - 西豊川間開業[38]。
- 1943年（昭和18年）
  - 8月1日 : 鉄道路線全線が国有化され飯田線となる[39]。
  - 11月1日 : 乗合自動車事業を豊橋乗合自動車へ譲渡（後に豊橋鉄道へ統合）。
- 1944年（昭和19年）3月1日 : 豊川鉄道、名古屋鉄道に合併。

『名古屋鉄道百年史 年表』916-971頁、バス事業については『飯田線展』57頁より

## 輸送・収支実績
| 年度   | 人員（人） | 貨物数量（噸） | 営業収入（円） | 営業費（円） | 営業益金（円） | 配当(%) | 配当(%) |
| 年度   | 人員（人） | 貨物数量（噸） | 営業収入（円） | 営業費（円） | 営業益金（円） | 上期    | 下期    |
| ------ | ---------- | -------------- | -------------- | ------------ | -------------- | ------- | ------- |
| 明治30 | 361,544    | 3,377          | 33,516         | 14,135       | 19,381         | 5.5     | 無配当  |
| 明治31 | 581,837    | 12,557         | 67,761         | 32,631       | 35,130         | 無配当  | 4       |
| 明治32 | 606,987    | 20,981         | 79,441         | 33,103       | 46,338         | 3       | 4.4     |
| 明治33 | 703,346    | 25,903         | 92,103         | 42,464       | 49,639         | 5       | 無配当  |
| 明治34 | 549,274    | 26,347         | 98,292         | 63,388       | 34,904         | 無配当  | 無配当  |
| 明治35 | 553,020    | 35,158         | 101,665        | 65,693       | 35,972         | 4       | 5       |
| 明治36 | 680,584    | 35,892         | 102,824        | 50,808       | 52,016         | 5       | 3.2     |
| 明治37 | 587,934    | 36,631         | 103,153        | 50,341       | 52,812         | 2.6     | 3.6     |
| 明治38 | 611,467    | 33,442         | 125,334        | 56,290       | 69,044         | 5       | 5       |
| 明治39 | 685,896    | 42,088         | 120,253        | 61,085       | 59,168         | 5       | 5       |
| 明治40 | 796,982    | 50,660         | 128,659        | 61,239       | 67,420         | 4.6     | 5       |
| 明治41 | 872,110    | 47,625         | 138,826        | 68,101       | 70,725         | 5.6     | 6       |
| 明治42 | 869,239    | 44,930         | 134,460        | 66,719       | 67,741         | 5.6     | 5.2     |
| 明治43 | 908,095    | 49,703         | 141,364        | 64,999       | 76,365         | 無配当  | 7       |
| 明治44 | 950,633    | 76,087         | 160,069        | 69,481       | 90,588         | 7.6     | 7.6     |
| 大正元 | 949,912    | 81,101         | 170,172        | 68,913       | 101,259        | 7.6     | 8       |
| 大正2  | 940,746    | 82,508         | 183,479        | 74,772       | 108,707        | 9       | 9       |
| 大正3  | 878,792    | 81,850         | 170,624        | 67,892       | 102,732        | 9       | 8       |
| 大正4  | 833,702    | 89,597         | 169,020        | 64,951       | 104,069        | 8       | 8       |
| 大正5  | 990,234    | 109,653        | 199,477        | 70,910       | 128,567        | 8       | 8       |
| 大正6  | 1,237,480  | 111,795        | 278,777        | 92,908       | 185,869        | 10      | 10      |
| 大正7  | 1,423,484  | 133,165        | 352,278        | 138,713      | 213,565        | 12      | 12      |
| 大正8  | 1,757,892  | 140,014        | 469,711        | 171,639      | 298,072        | 12      | 24      |
| 大正9  | 1,716,188  | 116,119        | 509,498        | 243,332      | 266,166        | 14      | 20      |
| 大正10 | 1,806,850  | 131,518        | 540,863        | 209,208      | 331,655        | 20      | 20      |
| 大正11 | 1,881,000  | 134,917        | 607,566        | 220,725      | 386,841        | 20      | 20      |
| 大正12 | 2,043,650  | 138,594        | 629,096        | 222,115      | 406,981        | 20      | 20      |
| 大正13 | 2,032,341  | 152,799        | 650,253        | 220,867      | 429,386        | 12      | 24      |
| 大正14 | 2,311,735  | 182,462        | 677,219        | 249,394      | 427,825        | 18      | 18      |
| 昭和1  | 3,072,493  | 230,454        | 806,577        | 303,296      | 503,281        | 18      | 18      |
| 昭和2  | 3,054,709  | 207,462        | 802,565        | 329,692      | 472,873        | 16      | 14      |
| 昭和3  | 3,183,093  | 173,888        | 776,889        | 355,700      | 421,189        | 14      | 14      |
| 昭和4  | 3,261,458  | 156,352        | 740,219        | 322,394      | 417,825        | 13      | 13      |
| 昭和5  | 3,112,963  | 112,184        | 656,807        | 280,142      | 376,665        | 14      | 10      |
| 昭和6  | 2,560,618  | 122,812        | 561,964        | 236,058      | 325,906        | 10      | 8       |
| 昭和7  | 2,372,370  | 140,195        | 515,221        | 217,909      | 297,312        | 3       | 7       |
| 昭和8  | 2,522,663  | 176,202        | 576,403        | 240,011      | 336,392        | 7       | 3.5     |
| 昭和9  | 2,560,160  | 165,748        | 556,218        | 248,316      | 307,902        | 4       | 4       |
| 昭和10 | 2,508,198  | 149,453        | 517,315        | 264,437      | 252,878        | 4       | 無配当  |
| 昭和11 | 2,609,217  | 162,598        | 560,341        | 283,323      | 277,018        | 3       | 3.5     |
| 昭和12 | 2,927,903  | 176,612        | 637,525        | 337,191      | 300,334        |         |         |
| 昭和13 |            |                |                |              |                |         |         |
| 昭和14 | 4,036,875  | 273,695        | 925,316        | 438,733      | 486,583        | 5       | 6       |
| 昭和15 | 5,248,407  | 334,719        | 1,147,921      | 531,226      | 616,695        | 6       | 6       |
| 昭和16 | 7,314,684  | 385,420        | 1,471,943      | 681,033      | 790,910        | 6       | 6       |
| 昭和17 | 10,899,371 | 492,186        | 2,062,279      | 1,036,631    | 1,025,648      | 7       | 8       |

- 鉄道院年報、鉄道院鉄道統計資料、鉄道省鉄道統計資料、鉄道統計資料、『日本国有鉄道百年史 第11巻』912-913頁より

## 車両

### 蒸気機関車
開業時に、鉄道作業局B3・B4クラス同等のタンク式蒸気機関車3両（機1形・1 - 3）を用意した。さらに1903年（明治36年）1両（4）を増備した。後に2両（2, 3）は売却され、4が2（2代）となったのち、国有化により2両（1, 2（2代））が1280形（1280, 1281）となった。
このほかに鳳来寺鉄道の2を電化時に譲り受けた5があったが、1929年に神中鉄道に譲渡され、同社の10となっている。

### 電気機関車
- デキ51（国有化後ED28形と改番）
- デキ52（国有化後ED29形と改番）
- デキ54（国鉄ED30形電気機関車。買収後に落成）

### 電車
1943年の鉄道省への買収時点で6形式20両が在籍した。

### 車両数の変遷
| 年度        | 機関車 | 機関車 | 客車 | 客車 | 客車 | 客車 | 客車   | 客車 | 客車 | 電車 | 電車   | 貨車 | 貨車 | 貨車 |
| 年度        | 蒸気   | 電気   | イロ | ロ   | ロハ | ハ   | ハニ他 | ニ   | 計   | ハ   | ハユニ | 有蓋 | 無蓋 | 計   |
| ----------- | ------ | ------ | ---- | ---- | ---- | ---- | ------ | ---- | ---- | ---- | ------ | ---- | ---- | ---- |
| 明治30・31  | 3      |        | 3    | 2    |      | 20   |        | 4    | 29   |      |        | 8    | 17   | 25   |
| 明治32      | 3      |        | 3    | 2    |      | 18   | 2      | 4    | 29   |      |        | 8    | 17   | 25   |
| 明治33      | 3      |        | 3    | 2    |      | 18   | 2      | 4    | 29   |      |        | 23   | 54   | 77   |
| 明治34      | 3      |        | 3    | 2    |      | 18   | 6      |      | 29   |      |        | 23   | 54   | 77   |
| 明治35      | 3      |        | 3    | 2    |      | 16   | 8      |      | 29   |      |        | 25   | 52   | 77   |
| 明治36      | 3      |        | 3    | 2    |      | 16   | 8      |      | 29   |      |        | 23   | 54   | 77   |
| 明治37      | 4      |        | 3    | 2    |      | 15   | 8      |      | 28   |      |        | 23   | 53   | 76   |
| 明治38      | 4      |        | 3    | 2    |      | 15   | 8      |      | 28   |      |        | 25   | 52   | 77   |
| 明治39      | 4      |        | 3    |      | 2    | 17   | 6      |      | 28   |      |        | 25   | 52   | 77   |
| 明治40      | 4      |        | 2    |      | 3    | 17   | 6      |      | 28   |      |        | 25   | 52   | 77   |
| 明治41 - 44 | 4      |        |      | 2    | 3    | 17   | 6      |      | 28   |      |        | 25   | 52   | 77   |
| 大正元・2   | 4      |        |      | 2    | 3    | 17   | 6      |      | 28   |      |        | 33   | 44   | 77   |
| 大正3 - 6   | 4      |        |      | 2    | 3    | 17   | 6      |      | 28   |      |        | 36   | 41   | 77   |
| 大正7・8    | 4      |        |      | 1    | 4    | 17   | 4      | 2    | 28   |      |        | 36   | 41   | 77   |
| 大正9       | 4      |        |      | 1    | 4    | 17   | 4      | 2    | 28   |      |        | 56   | 41   | 97   |
| 大正10      | 4      |        |      | 1    | 4    | 21   |        | 2    | 28   |      |        | 56   | 41   | 97   |
| 大正11      | 5      |        |      | 1    | 6    | 18   |        | 2    | 27   |      |        | 56   | 41   | 97   |
| 大正12・13  | 5      |        |      |      | 5    | 20   |        | 2    | 27   |      |        | 52   | 34   | 86   |
| 大正14      | 5      | 1      |      | 2.5  |      | 22.5 |        | 2    | 27   | 5    |        | 52   | 34   | 86   |
| 昭和元      | 5      | 1      |      | 2.5  |      | 24.5 |        | 4    | 31   | 7    |        | 52   | 60   | 112  |
| 昭和2       | 5      | 2      |      | 2.5  |      | 23.5 |        | 5    | 31   | 7    |        | 52   | 60   | 112  |
| 昭和3       | 5      | 2      |      |      | 5    | 22   | 2      |      | 29   | 7    |        | 52   | 60   | 112  |
| 昭和4       | 4      | 2      |      |      | 5    | 18   | 6      | 2    | 31   | 10   |        | 52   | 60   | 112  |
| 昭和5       | 4      | 2      |      |      | 5    | 18   | 4      | 2    | 29   | 10   | 2      | 52   | 60   | 112  |
| 昭和6・7    | 4      | 2      |      |      | 5    | 17   | 4      |      | 26   | 10   | 2      | 55   | 60   | 115  |
| 昭和8       | 4      | 2      |      |      | 5    | 11   | 4      |      | 20   | 10   | 2      | 55   | 66   | 121  |
| 昭和9・10   | 4      | 2      |      |      | 5    | 11   |        | 3    | 19   | 10   | 2      | 52   | 70   | 122  |
| 昭和11      | 4      | 2      |      |      | 2    | 4    |        |      | 6    | 10   | 2      | 55   | 70   | 125  |
| 昭和12 - 14 | 4      | 2      |      |      |      | 6    |        |      | 6    | 12   |        | 55   | 70   | 125  |
| 昭和15・16  | 3      | 2      |      |      |      | 6    |        |      | 6    | 12   |        | 52   | 60   | 112  |
| 昭和17      | 2      | 2      |      |      |      | 6    |        |      | 6    | 12   |        | 62   | 70   | 132  |

- 「飯田線を走った車両」41頁より

## 駅一覧
- 全駅愛知県に所在[40]。
- 1937年（昭和12年）10月1日現在[40]（1942年開業の西豊川支線は別途付記[41]）。

凡例
種別 … （無印）：停車場、留：停留場、信：信号場
| 種別 | 駅名       | 駅間 キロ | 営業 キロ | 接続路線                                                                                        | 所在地      | 所在地   |
| ---- | ---------- | --------- | --------- | ----------------------------------------------------------------------------------------------- | ----------- | -------- |
|      | 吉田駅     | -         | 0.0       | 名古屋鉄道：豊橋線 鉄道省：東海道本線（豊橋駅） 渥美電鉄（新豊橋駅） 豊橋電気軌道（駅前停留場） | 豊橋市      | 豊橋市   |
| 信   | 船町分岐点 | -         | 1.1       | 豊川鉄道：貨物支線                                                                              | 豊橋市      | 豊橋市   |
| 留   | 新船町駅   | 1.4       | 1.4       |                                                                                                 | 豊橋市      | 豊橋市   |
| 留   | 下地駅     | 0.7       | 2.1       |                                                                                                 | 豊橋市      | 豊橋市   |
| 信   | 平井信号所 | -         | 3.8       | 名古屋鉄道：豊橋線                                                                              | 宝 飯 郡    | 小坂井町 |
|      | 小坂井駅   | 2.3       | 4.4       | 名古屋鉄道：小坂井線                                                                            | 宝 飯 郡    | 小坂井町 |
|      | 牛久保駅   | 2.2       | 6.6       |                                                                                                 | 宝 飯 郡    | 牛久保町 |
|      | 豊川駅     | 2.1       | 8.7       | 豊川鉄道：西豊川支線（1942年開業）                                                              | 宝 飯 郡    | 豊川町   |
|      | 三河一宮駅 | 3.2       | 11.9      |                                                                                                 | 宝 飯 郡    | 一宮村   |
|      | 長山駅     | 2.4       | 14.3      |                                                                                                 | 宝 飯 郡    | 一宮村   |
| 留   | 江島渡駅   | 1.1       | 15.4      |                                                                                                 | 宝 飯 郡    | 一宮村   |
|      | 東上駅     | 1.6       | 17.0      |                                                                                                 | 宝 飯 郡    | 一宮村   |
|      | 野田城駅   | 2.7       | 19.7      |                                                                                                 | 南 設 楽 郡 | 千郷村   |
|      | 新城駅     | 1.9       | 21.6      |                                                                                                 | 南 設 楽 郡 | 新城町   |
|      | 東新町駅   | 1.1       | 22.7      |                                                                                                 | 南 設 楽 郡 | 東郷村   |
|      | 茶臼山駅   | 1.1       | 23.8      |                                                                                                 | 南 設 楽 郡 | 東郷村   |
|      | 川路駅     | 1.2       | 25.0      |                                                                                                 | 南 設 楽 郡 | 東郷村   |
|      | 長篠駅     | 3.0       | 28.0      | 鳳来寺鉄道                                                                                      | 南 設 楽 郡 | 東郷村   |

| 種別 | 駅名         | 営業キロ (吉田起点) | 接続路線       | 所在地 |
| ---- | ------------ | ------------------- | -------------- | ------ |
| 信   | 船町分岐点   | 1.1                 | 豊川鉄道：本線 | 豊橋市 |
|      | 船町駅（貨） | 1.7                 |                | 豊橋市 |

現・船町駅の手前から分岐していた貨物線。国有化後は豊橋駅構内に統合され、現在は豊橋オフレールステーションとなっている。
| 種別 | 駅名         | 営業キロ (豊川起点) | 接続路線       | 所在地        |
| ---- | ------------ | ------------------- | -------------- | ------------- |
|      | 豊川駅       | 0.0                 | 豊川鉄道：本線 | 宝飯郡 豊川町 |
|      | 西豊川駅     | 2.4                 |                | 宝飯郡 豊川町 |
|      | 北東門乗降場 | (3.4)               |                | 宝飯郡 豊川町 |

豊川海軍工廠への通勤・物資の運搬用として引かれた路線。今では日本車輌からの専用鉄道として残っている。

## 施設
- 豊川変電所、回転変流器（交流側547V直流側750V）直流側の出力300kW、製造所英国電気、常用2予備1[42]